# Gerard Philips
Gerard Leonard Frederik Philips (Zaltbommel, 9 ottobre 1858 – L'Aia, 25 gennaio 1942) è stato un imprenditore olandese, fondatore della Philips insieme al padre Frederik.

## Biografia
Figlio di un banchiere e nipote da parte di padre di Karl Marx, fondò nel 1891 la principale azienda europea del settore elettronico, assieme al padre Frederik Philips.
Gerard e il fratello più giovane Anton Philips cambiarono il business in una corporation fondando nel 1912 la NV Philips' Gloeilampenfabrieken. Come primo amministratore della Philips, Gerard pose le basi con Anton per la futura Philips.
Gerard Philips è di discendenza israelitica. Suo nonno – i cui antenati si erano stabiliti ad Amsterdam nel XIX secolo – ottenne, come moltissimi altri ebrei provenienti dalla Spagna o dall'Est Europa, di adottare cognomi e religioni protestanti per sé ed i propri figli. Frederik fu il finanziatore per l'acquisto di Gerard di una vecchia fabbrica a Eindhoven dove fu stabilita la prima sede nel 1891.
Il 19 marzo 1896 Philips sposò Johanna van der Willigen (30 settembre 1862 – 1942). Non ebbero figli. Gerard fu lo zio di Frits Philips, che seguì il business di famiglia assieme al fratello. Seguì poi il figlio del fratellastro, Frans Otten.
Gerard e il fratello Anton furono benefattori e promotori di programmi sociali a Eindhoven, come la Philips Sport Vereniging (Philips Sports Association). La società sarebbe divenuta la Philips Sport Vereniging N.V.